# Омрі Глазер
Омрі Глазер (івр. עומרי גלזר, нар. 11 березня 1996, Тель-Авів) — ізраїльський футболіст, воротар сербського клубу «Црвена Звезда» та національної збірної Ізраїлю.

## Клубна кар'єра
Народився 11 березня 1996 року в місті Тель-Авів. Вихованець юнацької команди «Маккабі» (Тель-Авів), а в 17 років приєднався до молодіжної команди «Хапоель» (Раанана). 16 травня 2015 року дебютував у основній команді клубу, вийшовши в складі в грі проти «Хапоеля» з Петах-Тікви (4:2) в останньому турі сезону 2014/15. У наступному сезоні 2015/16 провів шість матчів у Прем'єр-лізі, але основним воротарем так і не став.

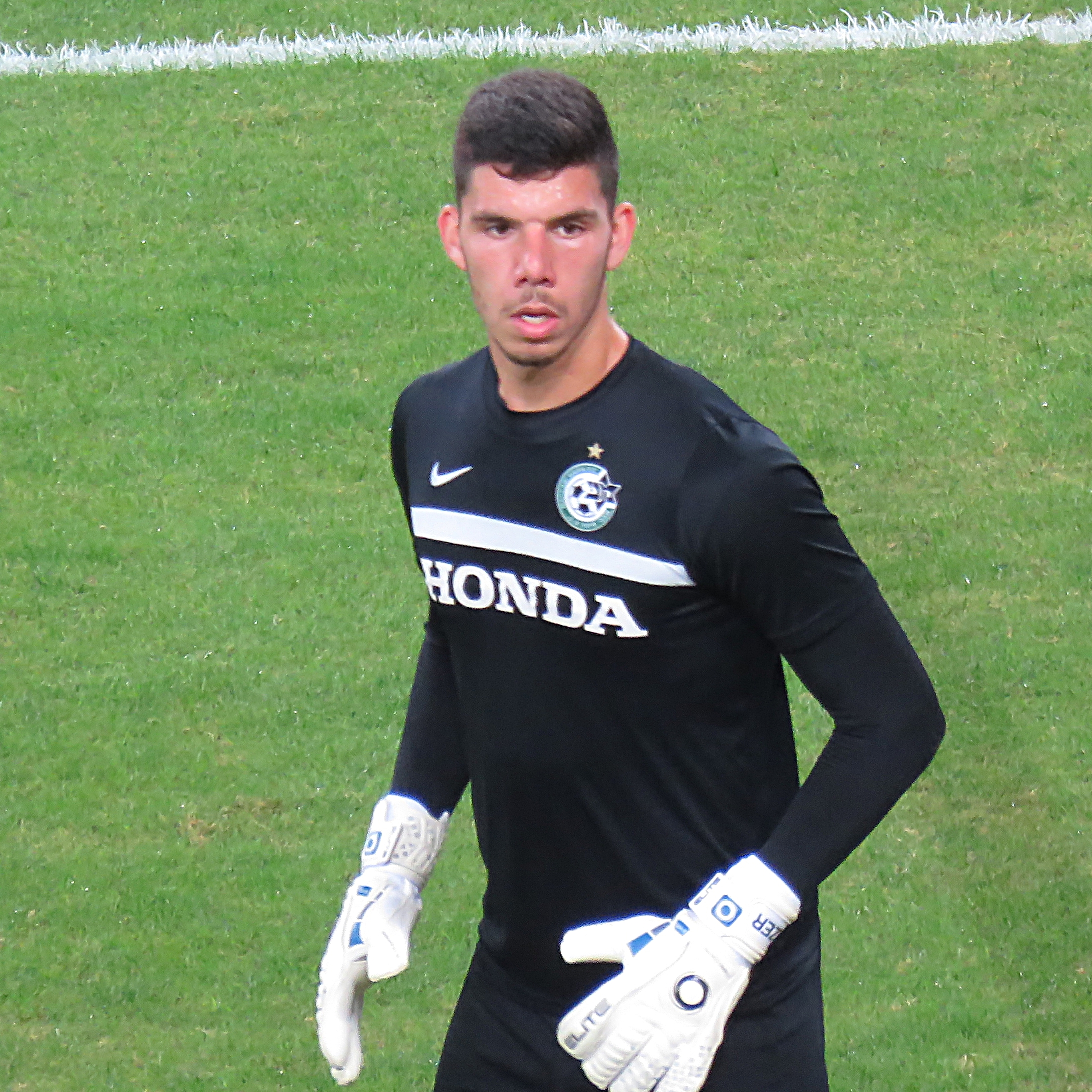
Омрі Глазер під час виступів за «Маккабі» (Хайфа). 2016 рік.

23 червня 2016 року Глейзер підписав контракт з «Маккабі» (Хайфа), яка заплатила за нього 1 мільйон шекелів. 13 вересня 2016 року дебютував у новому клубі в матчі проти «Хапоеля» з Кфар-Саби в рамках Кубка Тото. Спочатку Омрі був дублером Охада Левіти, тому дебютував у чемпіонаті лише 1 жовтня в матчі проти «Хапоеля Іроні» з Кірьят-Шмони (0:0). Через травму Левіти, яка тривала близько півтора місяців, Глазер протягом цього періоду був першим воротарем, і завдяки своїм хорошим виступам залишився основним навіть після того, як Левіта відновився від травми, і загалом провів 26 ігор в чемпіонаті в сезоні 2016/17. У наступному сезоні 2017/18 Глазер продовжував залишатись першим номером і провів 24 матчі в чемпіонаті, але 1 березня 2018 року під час дербі проти «Хапоеля» з Хайфи в чвертьфіналі Кубка Ізраїлю воротар віддав м'яч супернику Гілю Вермуту, що забив гол, який у підсумку призвів до вибуття команди з кубка. В результаті Омрі був замінений в перерві і більше не брав участі в іграх команди до кінця сезону. Надалі Глазер залишався запасним воротарем, зрідка виходячи на поле, через що у сезоні 2019/20 виступав на правах оренди за клуб «Секція Нес-Ціона».
15 червня 2021 року Глазер підписав трирічний контракт з «Хапоелем» (Беер-Шева). У новій команді одразу став основним воротарем і фіналі Кубка Ізраїлю 2021/22 Глазер відбив 3 післяматчевих пенальті, яка вирішили долю переможця, і в підсумку «Хапоель» втретє в своїй історії виграв Кубок країни. У Суперкубку країни того ж сезону він знову став центральною фігурою на полі, відбивши два післяматчевих пенальті, що дозволило його команді здобути і цей трофей. Загалом він захищав ворота «Хапоель протягом двох сезонів і був визнаний найкращим воротарем чемпіонату в обох сезонах.
22 червня 2023 року підписав трирічний контракт із сербською «Црвеною Звездою», куди потрапив на запрошення свого співвітчизника а тепер і нового головного тренера белградців Барака Бахара. Станом на 6 грудня 2023 року відіграв за белградську команду 15 матчів в національному чемпіонаті.

## Виступи за збірні
2014 року дебютував у складі юнацької збірної Ізраїлю (U-19), загалом на юнацькому рівні взяв участь у 4 іграх, пропустивши 9 голів.
Протягом 2015–2018 років залучався до складу молодіжної збірної Ізраїлю. На молодіжному рівні зіграв у 9 офіційних матчах, пропустив 19 голів.
У листопаді 2016 року його вперше викликали до національної збірної Ізраїлю на відбіркові матчі чемпіонату світу 2018 року проти Албанії, втім на поле тоді Глазер не вийшов. Лише 2 вересня 2017 року в матчі відбору до Євро-2020 проти Македонії (0:1) Омрі дебютував в офіційних матчах у складі збірної Ізраїлю.
Починаючи з відбору на Євро-2024 Глазер став основним воротарем збірної, витіснивши досвідченого Офіра Марціано.
| Дата       | Місто       | Господарі | Результат | Гості              | Турнір                               | Голи | Примітки |
| ---------- | ----------- | --------- | --------- | ------------------ | ------------------------------------ | ---- | -------- |
| 2-9-2017   | Хайфа       | Ізраїль   | 0 – 1     | Північна Македонія | Відбір до ЧЄ 2020                    | -1   |          |
| 24-9-2022  | Тель-Авів   | Ізраїль   | 2 – 1     | Албанія            | Ліга націй УЄФА 2022-2023 - 1-й етап | -1   |          |
| 17-11-2022 | Петах-Тіква | Ізраїль   | 4 – 2     | Замбія             | товариський матч                     | -2   |          |
| 25-3-2023  | Тель-Авів   | Ізраїль   | 1 – 1     | Косово             | Відбір до ЧЄ 2024                    | -1   |          |
| 28-3-2023  | Лансі       | Швейцарія | 3 – 0     | Ізраїль            | Відбір до ЧЄ 2024                    | -3   |          |
| 19-6-2023  | Будапешт    | Білорусь  | 1 – 2     | Ізраїль            | Відбір до ЧЄ 2024                    | -1   |          |
| 19-6-2023  | Єрусалим    | Ізраїль   | 2 – 1     | Андорра            | Відбір до ЧЄ 2024                    | -1   |          |
| 9-9-2023   | Бухарест    | Румунія   | 1 – 1     | Ізраїль            | Відбір до ЧЄ 2024                    | -1   |          |
| 12-9-2023  | Тель-Авів   | Ізраїль   | 1 – 0     | Білорусь           | Відбір до ЧЄ 2024                    | -    |          |
| 12-11-2023 | Приштина    | Косово    | 1 – 0     | Ізраїль            | Відбір до ЧЄ 2024                    | -1   |          |
| 15-11-2023 | Фелчут      | Ізраїль   | 1 – 1     | Швейцарія          | Відбір до ЧЄ 2024                    | -1   |          |
| 18-11-2023 | Фелчут      | Ізраїль   | 1 – 2     | Румунія            | Відбір до ЧЄ 2024                    | -2   |          |
| Усього     |             | Матчів    | 12        |                    | Голів                                | -15  |          |

## Титули і досягнення
- Чемпіон Ізраїлю (1):

«Маккабі» (Хайфа): 2020/21
- Володар Кубка Ізраїлю (1):

«Хапоель» (Беер-Шева): 2021/22
- Володар Суперкубка Ізраїлю (1):

«Хапоель» (Беер-Шева): 2022
- Чемпіон Сербії (2):

«Црвена Звезда»: 2023/24, 2024/25
- Володар Кубка Сербії (2):

«Црвена Звезда»: 2023/24, 2024/25

### Індивідуальні
- Найкращий воротар сезону в ізраїльській Прем'єр-лізі: 2021/22[11], 2022/23[12]